# Kuća Vladimira Nazora u Bobovišćima na Moru
Kuća Vladimira Nazora i sklop kuća oko nje u Bobovišćima na Moru na otoku Braču jedna je od kuća u kojima je pjesnik Vladimir Nazor proveo svoje djetinjstvo.

## Opis
Kuća pjesnika Vladimira Nazora nalazi se na sjevernoj strani luke Bobovišća. Niz od tri kuće ima prizemlje i prvi kat te visoko potkrovlje s nizom luminara koji se poklapaju s osima prozora prvog kata. Na bočnim dijelovima simetrično su postavljena dva vanjska kamena stubišta. Pregradnjom srednjeg dijela kuće 1933. – 1937. izmijenjen je izvorni izgled, a sačuvan je dio izvornog interijera s namještajem, knjigama i fotografijama. Sklop kuća Nazor ima memorijalni značaj jer je tu pjesnik Vladimir Nazor proveo dio djetinjstva, a odlikuje ga ambijentalna vrijednost stambene arhitekture s počeka 19. stoljeća.

## Zaštita
Pod oznakom Z-4329 zavedena je kao nepokretno kulturno dobro - pojedinačno, pravna statusa zaštićena kulturnog dobra, klasificirano kao "javne građevine".